# Antiprotozoari
Un antiprotozoari és un agent (en general un medicament) indicat per al tractament de paràsits protozoaris. Alguns dels més usats en la medicina humana i veterinària són: la furazolidona, el melarsoprol, el metronidazole, la paromomicina i el tinidazole. Les malalties causades per protozoaris són més difícils de tractar que les bacterianes, atès que la majoria dels antiprotozoaris són agents tòxics per a les cèl·lules de l'hoste.

## Exemples

### Comercialitzats a Espanya
- Albendazole (Eskazole)
- Hidroxicloroquina (EFG, Dolquine, Duplaxil)
- Metronidazole (Metronidazol EFG, Flagyl, Rozex)
- Paromomicina (Humatin)
- Pirimetamina (Daraprim)
- Tinidazole (Tricolam)
- Trimetoprim/sulfametoxazole (Septrin)

### Altres
- Pentamidina
- Fumagilina
- Furazolidona
- Melarsoprol
- Miltefosina
- Ornidazol